# Hyperophora
Hyperophora is een geslacht van rechtvleugeligen uit de familie sabelsprinkhanen (Tettigoniidae). De wetenschappelijke naam van dit geslacht is voor het eerst geldig gepubliceerd in 1878 door Karl Brunner-von Wattenwyl.

## Soorten
Het geslacht Hyperophora omvat de volgende soorten:
- Hyperophora abrupta Rehn, 1917
- Hyperophora angustipennis Brunner von Wattenwyl, 1891
- Hyperophora borellii Giglio-Tos, 1897
- Hyperophora branneri Rehn, 1917
- Hyperophora brasiliensis Brunner von Wattenwyl, 1878
- Hyperophora brevicauda Piza, 1950
- Hyperophora brevithorax Piza, 1950
- Hyperophora cerviformis Rehn, 1907
- Hyperophora galloi Piza, 1971
- Hyperophora gracilis Rehn, 1907
- Hyperophora major Brunner von Wattenwyl, 1878
- Hyperophora minor Brunner von Wattenwyl, 1891
- Hyperophora peruviana Brunner von Wattenwyl, 1891
- Hyperophora pompeiensis Piza & Wiendl, 1968
- Hyperophora simplicicauda Piza, 1950